# Bier in Montenegro

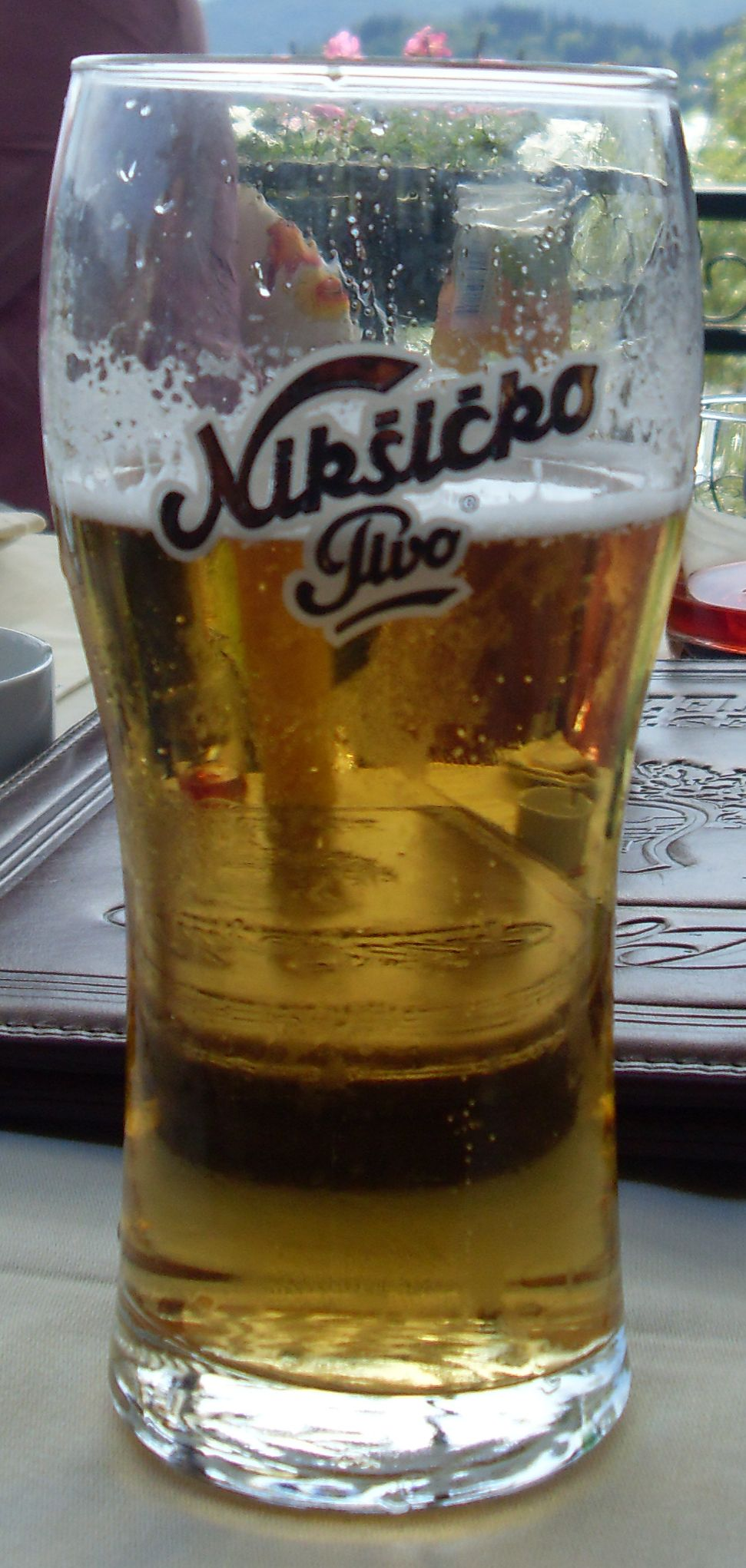
Een glas Nikšićko Pivo

Naast wijn, rakija en de druivenbrandewijn loza is bier in Montenegro een courante en populaire alcoholische drank. Het Zuidoost-Europese land telt een tweetal brouwerijen, die vooral blonde lagerbieren produceren.
Veruit de grootste brouwerij in Montenegro is Trebjesa in Nikšić, de tweede stad van het land. Het bedrijf maakt deel uit van de Molson Coors Brewing Company en was tijdens de unie van Servië en Montenegro de tweede grootste brouwerij van dat land na de Apatinska pivara in Apatin (Vojvodina). Naast haar bekendste bier, het blonde lager Nikšićko Pivo met een alcoholpercentage van 5%, brengt de brouwerij het zwarte Nikšićko Tamno, het citroenbier Nikšićko Limun en de blonde lagerbieren Nik Cool en Nik Gold op de markt. Nikšićko Limun wordt in opdracht van Trebjesa gebrouwen door de Apatinska pivara in Servië. De producten van Trebjesa zijn naast in Montenegro en Servië ook populair in het grootste deel van de rest van de Westelijke Balkan, en worden voorts uitgevoerd naar West- en Centraal-Europa.
Een kleinere brouwerij is FIT Pivnica i Pivovara uit de hoofdstad Podgorica, die het blonde lager FIT Svetlo en het donkere FIT Tamno brouwt.